# Barthold Feind
Barthold Feind (Amburgo, 1678 – Amburgo, 14 ottobre 1721) è stato un librettista, poeta e scrittore tedesco.

## Biografia
Feind, figlio di un professore di teologia, ha frequentato il liceo Johanneum ad Amburgo. Dal 1699 studiò legge all'Università di Wittenberg e scrisse le sue prime poesie occasionali sopravvissute durante questo periodo, inclusa una su Konrad Samuel Schurzfleisch, che insegnava a Wittenberg.
Feind terminò i suoi studi all'Università "Martin Lutero" di Halle-Wittenberg nel 1702 con l'ottenimento della laurea in legge. Quando tornò ad Amburgo, lui e il suo collega Christian Heinrich Postel trovarono presto un collegamento con l'opera sul teatro Oper am Gänsemarkt, il luogo centrale della controversia poetica in corso.
Nel 1705-1706 divise l'appartamento con Christian Friedrich Hunold, anche se il rapporto di amicizia non durò a lungo.
La sua posizione politica a favore della Svezia nella Grande guerra del Nord (1700-1721) lo portò nel 1717 ad un anno di prigionia in Danimarca.
Nel 1719 soggiornò ad Amburgo, dove morì in un incidente nella notte tra il 14 e il 15 ottobre 1721.
Le sue poesie e libretti tedeschi per l'Opera di Amburgo sono stati raccolti in un'edizione ampia del 1708, che contiene anche Gedancken von der Opera, insieme alla Elmenhorsts Dramatologia, il più importante testo contemporaneo sulla teoria dell'opera barocca in tedesco.
È autore di numerosi libretti d'opera che hanno contribuito alla nascita del teatro d'opera ad Amburgo.
Si impegnò per liberare l'opera da fini moralistici e didascalici, mantenendola in una disimpegnata serenità antinaturalistica, dove legge suprema fosse la coerente caratterizzazione dei personaggi, la varietà e imprevedibilità dell'intreccio.
Tra i suoi libretti si possono menzionare La nobile Ottavia (1705); Masagniello furioso (1706); L'amore ammalato (1708); Sansone (1709).

## Opere

### Libretti
- La nobile Ottavia (1705);
- Masagniello furioso (1706);
- L'amore ammalato (1708);
- Sansone (1709);
- Gedancken von der Opera.

### Saggi
- Elmenhorsts Dramatologia.